# Лонгдејл (Оклахома)
Лонгдејл (енгл. Longdale) град је у америчкој савезној држави Оклахома.

## Демографија
По попису из 2010. године број становника је 262, што је 48 (-15,5%) становника мање него 2000. године.
| Група             | 2000.       | 2010.       |
| Белци             | 219 (70,6%) | 207 (79,0%) |
| Афроамериканци    | 0 (0,0%)    | 0 (0,0%)    |
| Азијати           | 0 (0,0%)    | 0 (0,0%)    |
| Хиспаноамериканци | 14 (4,5%)   | 12 (4,6%)   |
| Укупно            | 310         | 262         |